# Tetramorium rothschildi
Tetramorium rothschildi är en myrart som först beskrevs av Auguste-Henri Forel 1907.  Tetramorium rothschildi ingår i släktet Tetramorium och familjen myror. Inga underarter finns listade i Catalogue of Life.